# Toren (Gryts socken, Södermanland)
Toren är en sjö i Gnesta kommun i Södermanland och ingår i Trosaåns huvudavrinningsområde. Sjön är 4,6 meter djup, har en yta på 0,028 kvadratkilometer och befinner sig 58 meter över havet.